# Volmar
Volmar är ett mansnamn av tyskt ursprung. Det är sannolikt en sidoform av Volkmar eller Folkmar, vilket är sammansatt av Folk- ('folk') och -mar ('berömd'). Med stavningen Wollmar har namnet funnits i svenskan sedan slutet av 1500-talet. Sedan 1993 förekommer det som dagens namn i den svenska almanackan, tillsammans med Valdemar; detta namn är baserat på förledet wald (makt) och relaterat till Woldemar och Vladimir.
Namnet är ett arvnamn inom släkten Yxkull.
Namnet är mycket ovanligt i Sverige, speciellt som tilltalsnamn. 31 december 2009 fanns det totalt 389 personer i Sverige med namnet Volmar, Wolmar, Vollmar eller Wollmar, varav 52 med det som tilltalsnamn. År 2003 fick 2 pojkar namnet, varav 1 fick det som tilltalsnamn. Namnet förekommer även som efternamn.
Namnsdag: I Sverige 18 april. I den finlandssvenska namnsdagslängden har Volmar namnsdag 18 april sedan starten 1929, då en egen namnsdagskalender togs i bruk för finlandssvenskar, tillsammans med Valdemar.

## Varianter
- Vollmar
- Wolmar
- Wollmar

## Personer med förnamnet Volmar
- Wollmar Yxkull, svensk friherre och hovmarskalk
- Wolmar Wrangel, svensk friherre och militär
- Wolmar Anton von Schlippenbach, svensk friherre och militär
- Volmar Johan Silfversparre, svensk militär
- Volmari Iso-Hollo, finländsk friidrottare

## Personer med efternamnet Volmar
- Jocelyn Vollmar, amerikansk balettdansare
- Harald Vollmar, östtysk OS-medaljör i pistolskytte